# Ambondro (mammifère)
Pour la commune urbaine, voir Ambondro.
Genre
Espèce
Ambondro est un  genre éteint de mammifères ayant vécu au Jurassique moyen (il y a environ 167 millions d'années) à Madagascar. 
La seule espèce connue, Ambondro mahabo, l'est par un fragment de mandibule portant trois dents, interprétées comme la dernière prémolaire et les deux premières molaires.

## Découverte
Ambondro mahabo a été décrit par une équipe dirigée par John Flynn dans un document de 1999 dans la revue Nature. Son nom scientifique vient du village d'Ambondromahabo, près duquel le fossile a été trouvé. Il date du Bathonien (Jurassique moyen, il y a environ 167 millions d'années) du bassin de Mahajanga au nord-ouest de Madagascar, dans l'unité « Isalo III », la plus récente des trois couches de sédiments qui composent le groupe « Isalo ». Cette unité a également fourni des crocodyliformes, des dents de plésiosaures et des restes du sauropode du genre Lapparentosaurus.

## Description
La prémolaire se compose d'une cuspide centrale avec une ou deux autres petites cuspides et un cingulum (plateau) sur la face interne ou linguale de la dent. Les molaires ont également un tel cingulum lingual. Elles se composent de deux groupes de cuspides : un trigonide de trois cuspides à l'avant et un talonide avec une cuspide principale, un petit point de rebroussement, et une crête à l'arrière. Les caractéristiques du talonide suggèrent qu'Ambondro avait des molaires tribosphéniques, ce type de dents se retrouvant actuellement chez les mammifères marsupiaux et des placentaires.

## Classification
Lors de sa description en 1999, Ambondro a été considéré comme un parent primitif des Tribosphenida (marsupiaux, placentaires, et proches disparus à dents tribosphéniques). En 2001, cependant, une autre suggestion a été publiée qui le rattache au genre Ausktribosphenos datant du Crétacé et trouvé en Australie et aux monotrèmes (échidnés, ornithorynque et leurs proches disparus) dans le clade des Australosphenida, qui ont aussi acquis des molaires tribosphéniques indépendamment des marsupiaux et des placentaires. Asfaltomylos (Jurassique, Argentine) et Henosferus et Bishops (Crétacé, Australie) ont été ajoutés ultérieurement à Australosphenida mais de nouveaux travaux sur l'usure des dents des australosphénidiens ont remis en question chez ces animaux, y compris Ambondro, le fait d'avoir des dents tribosphéniques. Des paléontologues ont contesté cette rapprochement avec les Australosphenida, et proposé plutôt qu’Ambondro soit moins apparenté à Ausktribosphenos qu'aux monotrèmes, ou que les australosphénidiens ne soient pas des monotrèmes et que le reste des australosphénidiens soient liés aux placentaires. La conséquence de cette découverte est de faire remonter de 25 millions d'années l'apparition de dents tribosphéniques.

## Note
- (en) Cet article est partiellement ou en totalité issu de l’article de Wikipédia en anglais intitulé « Ambondro mahabo » (voir la liste des auteurs).